# آشپرخانه عالی هندی (فیلم ۲۰۲۳)
آشپرخانه عالی هندی (انگلیسی: The Great Indian Kitchen) فیلم درام هندی تامیل-زبان، محصول سال ۲۰۲۳ است که کارگردانی آن را آر. کانان بر عهده داشت. این فیلم بازساخته رسمی از یک فیلم مالایالم با همین نام است که محصول سال ۲۰۲۱ بود. بازیگران اصلی فیلم آیشواریا راجش و راهول راویندران هستند که نقش محوری را بازی کرده‌اند.
این فیلم در روز ۳ فوریه ۲۰۲۳ به اکران درآمد. در ابتدا برنامه‌ریزی شده بود که فیلم در روز ۲۹ نوامبر ۲۰۲۲ به اکران گذاشته شود ولی اکران آن به تعویق افتاد. فیلم با نقدهای بسیار مثبت منتقدان و تماشاگران مواجه شد.